# Diersfordter Waldsee
Der Diersfordter Waldsee ist ein Baggersee im Weseler Stadtteil Diersfordt. Er wird seit 1961 bis voraussichtlich 2030 zum Kiesabbau genutzt und bis dahin stetig vergrößert.

## Rekultivierung
Im Verlauf der letzten 30 Jahre wurden am Diersfordter Waldsee verschiedene Projekte mit dem Ziel der Rekultivierung umgesetzt. Getragen werden diese von der Holemans Gruppe, die auch für den Kiesabbau verantwortlich ist.
So wurde 1987 eine acht Hektar große Insel mitsamt Schutzgraben zum Wald angelegt, auf der Biber angesiedelt wurden. Dort findet außerdem kontrollierte Schafbeweidung statt, solange sie nicht von Bodenbrütern zur Brut genutzt wird.
1996 wurde eine weitere, 15 Hektar große Insel angelegt, auf der ebenfalls Biber angesiedelt wurden. Ufer und Struktur der Insel wurden so modelliert, dass dort Uferschwalben und Fluss-Seeschwalben einen idealen Nistplatz finden.
Seit 2005 wird an einer ringförmigen Insel gearbeitet, die 2020 fertiggestellt werden und bis dahin 20 Hektar groß sein soll. Diese soll einen 80 Meter breiten Schutzgraben beinhalten, um Füchse fernzuhalten. Auf ihr soll im Unterschied zu den anderen Inseln die Schafbeweidung ganzjährig stattfinden und keine künstliche Flora angelegt werden, damit diese sich selbst entwickeln kann.

## Freizeit und Erholung
Mit einem Besucherboot können Touristen den See befahren und die künstlich geschaffenen Biotope vom Boot aus besichtigen. Nach Angaben der Holemans Gruppe nehmen jährlich 2.500 Personen an dieser Rundfahrt teil. Außerdem kann der See zum Segeln und Paddeln genutzt werden. Am Südufer wurden dafür ein Steg und eine Grillhütte errichtet. Seit 2006 führt direkt am Ufer des Diersfordter Waldsees ein Rad- und Wanderweg vorbei. Entlang des Weges stehen überdachte Aussichtsplattformen, Toilettenanlagen und Infotafeln. Seit 2016 befinden sich auf dem See Hausboote, die für die Nutzung durch Touristen vorgesehen sind.